# 布克薩赫河 (伊勒河支流)
48°0′3″N 10°7′21″E / 48.00083°N 10.12250°E

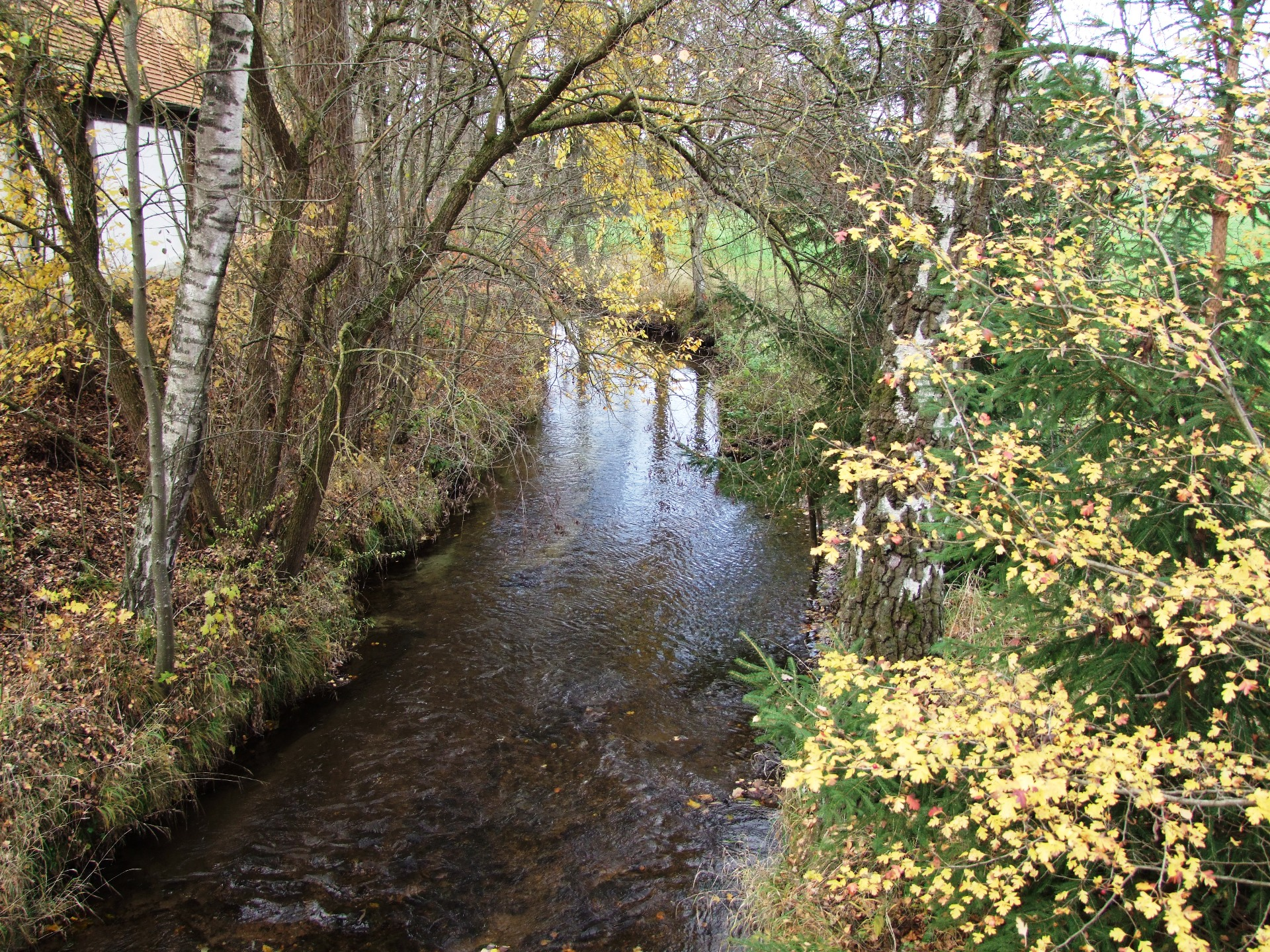

布克薩赫河（德語：Buxach），是德國的河流，位於該國東南部，由巴伐利亞負責管轄，屬於伊勒河的右支流，河道全長15.6公里，發源自克龍堡東南面。